# Филлипс, Хорас
Хорас Филлипс (англ. Horace Phillips; 31.05.1917, Глазго, Шотландия — 19.03.2004) — британский дипломат.
Внук еврейских эмигрантов из Восточной Европы.
В 1940—1947 годах служил в армии.
С 1947 года на службе в Форин-офис.
В 1949—1951 годах первый секретарь в Кабуле.
В 1960—1964 годах советник в Тегеране.
В 1966—1968 годах посол Великобритании в Индонезии.
В 1968 году посол Великобритании в Саудовской Аравии, был объявлен персоной нон грата из-за своего еврейского происхождения.
Затем верховный комиссар Великобритании в Танзании.
В 1972—1977 годах посол Великобритании в Турции.
Рыцарь-командор ордена Святого Михаила и Святого Георгия (1973, кавалер 1963).
Автор биографии турецкого врача-педиатра и общественного деятеля Ихсана Дограмаджи «Ihsan Dogramaci: A Remarkable Turk».